# Mark Rydell
Mark Rydell (Nueva York, 23 de marzo de 1929) director, actor, y productor de cine estadounidense.
Como director, su filmografía incluye La rosa (1979), En el estanque dorado (1981) y The River (1984). Rydell comenzó su carrera como actor, y su primer papel conocido fue como Jeff Baker en As the World Turns.
En la película de Robert Altman El largo adiós (1973) obtuvo un merecido reconocimiento por su papel como un violento mafioso llamado Marty Augustine. También apareció en la película de Woody Allen Hollywood Ending como el leal agente del hipocondríaco director protagonista, interpretado por el propio Allen.
Está casado con la actriz Joanne Linville desde el año 1962, con quien ha tenido dos hijos, Amy Rydell y Christopher Rydell, ambos actores.

## Filmografía
- 1967: La zorra (The Fox )
- 1969: Los rateros (The Reivers)
- 1972: The Cowboys
- 1973: Permiso para amar hasta medianoche (Cinderella Liberty)
- 1976: Harry y Walter van a Nueva York (Harry and Walter Go to New York)
- 1979: La rosa (The Rose)
- 1981: En el estanque dorado (On Golden Pond )
- 1984: Cuando el río crece (The River  )
- 1991: Ayer, hoy y siempre (For the Boys)
- 1994: Entre dos mujeres (Intersection)
- 2006: Even Money

## Premios y nominaciones
Premios Óscar
| Año  | Categoría      | Película              | Resultado |
| ---- | -------------- | --------------------- | --------- |
| 1982 | Mejor director | En el estanque dorado | Nominado  |